# 新彩通道
新彩通道是中国广东省深圳市的一条市政道路，连接龙华新区新区大道和福田区，属于彩田路的一部分，官方名称为“彩田路北延段（新彩通道）工程”。该道路主线长3.25公里，设计时速60公里，双向6车道，包含1.8公里的新彩隧道一条。新彩通道于2014年7月30日开通启用。

## 背景
2004年起，梅林关外包括龙华、民治、坂田等多个街道相继开发居民小区，吸引超过100万在深圳特区关内工作的市民入住，紧邻梅林坳的民治一度只有梅观高速公路一条跨越二线关的通道，梅林关的交通拥堵也日趋严重，此后更有“英雄难过梅林关”的说法。为解决中部轴线龙华与福田往来道路于梅林检查站之间的交通拥堵，2010年深圳市政府展开彩田路北延咨询公示，意在直接解决福田中心区、上步中心区与龙华新城之间的机动车通行效率。同年，工程的重要组成之一新彩隧道动工，2012年底皇岗-彩田立交开始改造。2014年7月，新彩通道提前竣工并启用。

## 交通管理

### 限行
- 新彩通道及其连接的彩田路全天限行大型货车[9]。
- 公交道为全天禁止社会车辆驶入，但允许10座及以上客车与特殊车辆通行[9]。
- 原新区大道转皇岗路的匝道封闭[9]。
- 梅林路彩田-梅林路口东西直行及左转封闭[9]。

### 公交接驳换乘
新彩通道在新区检查站南侧设新彩隧道口站，乘客通过人行天桥和地面慢行道可换乘其他公共交通。

| 编号 | 编号       | 线路               | 线路 | 线路                   | 收费  | 运营商   | 备注              |
| ---- | ---------- | ------------------ | ---- | ---------------------- | ----- | -------- | ----------------- |
|      | M453       | 坂田旭景佳园总站   | ⇆    | 火车站西广场公交总站   | 2–5元 | 西部四分 | 原 333            |
|      | M207       | 东方尊峪公交总站   | ⇆    | 深圳北站西广场公交场站 | 2元   | 巴士公汽 | 原 207            |
|      | M262       | 红星场站           | ⇆    | 深业花园公交总站       | 2–6元 | 西部三分 | 原 799            |
|      | M347       | 月亮湾公交综合车场 | ↻    | 南山区行政服务大厅     | 2.5元 | 巴士五分 | 原 76             |
|      | M459       | 丽康总站           | ⇆    | 民田路公交总站         | 2.5元 | 巴士四分 |                   |
|      | 高峰专线23 | 上麟府公交首末站   | ⇆    | 购物公园地铁公交接驳站 | 2.5元 | 西部四分 | 全年服务；原 M223 |